# (73278) 2002 JU58
(73278) 2002 JU58 – planetoida z pasa głównego asteroid okrążająca Słońce w ciągu 5,16 lat w średniej odległości 2,99 j.a. Odkryta 9 maja 2002 roku.